# Until I Feel Nothing
Until I Feel Nothing — четвёртый альбом американской дэткор-группы Carnifex, который был выпущен 24 октября 2011 года лейблом Victory Records.

## Об альбоме
После выпуска альбома Hell Chose Me и нескольких туров группа начала работать над Until I Feel Nothing. После Hell Chose Me группа изменила свой стиль, что вызвало положительные отзывы критиков, но также остались поклонники предыдущего стиля, поэтому группа начала сочетать стиль старого альбома и нового.
Альбом был спродюсирован группой вместе с Тимом Ламбезисом в его студии. Вышло официальное видео на заглавную композицию и в тот же день был выпущен альбом.

## Список композиций
| №                   | Название               | Длительность |
| ------------------- | ---------------------- | ------------ |
| 1.                  | «Deathwish»            | 1:19         |
| 2.                  | «We Spoke of Lies»     | 2:56         |
| 3.                  | «A Grave to Blame»     | 3:38         |
| 4.                  | «Dead But Dreaming»    | 3:51         |
| 5.                  | «Creation Defaced»     | 4:14         |
| 6.                  | «Dehumanize»           | 3:00         |
| 7.                  | «Until I Feel Nothing» | 3:51         |
| 8.                  | «Never Forgive Me»     | 3:04         |
| 9.                  | «Wretched Entropy»     | 2:50         |
| 10.                 | «Curse My Name»        | 3:27         |
| Общая длительность: | Общая длительность:    | 32:14        |

## Участники записи
- Шон Кэмерон — ударные
- Скотт Льюис — вокал
- Райян Гудмундс — гитара
- Кори Арфорд — гитара
- Фред Калдерон — бас-гитара

## Позиции в чартах
| Чарт (2011)                            | Позиция |
| -------------------------------------- | ------- |
| США (Billboard Independent Albums)     | 43      |
| США (Billboard Top Hard Rock Albums)   | 12      |
| США (Billboard Top Heatseekers Albums) | 4       |
| США (Billboard Top Rock Albums)        | 46      |